# Dorothy Celeste Boulding Ferebee
Dorothy Celeste Boulding Ferebee, född 1898, död 1980, var en amerikansk aktivist. 
Hon var ordförande för National Council of Negro Women 1949–1953. 